# Perina psamma
Perina psamma är en fjärilsart som beskrevs av Collenette 1933. Perina psamma ingår i släktet Perina och familjen tofsspinnare. Inga underarter finns listade i Catalogue of Life.